# Feministische Pornografie

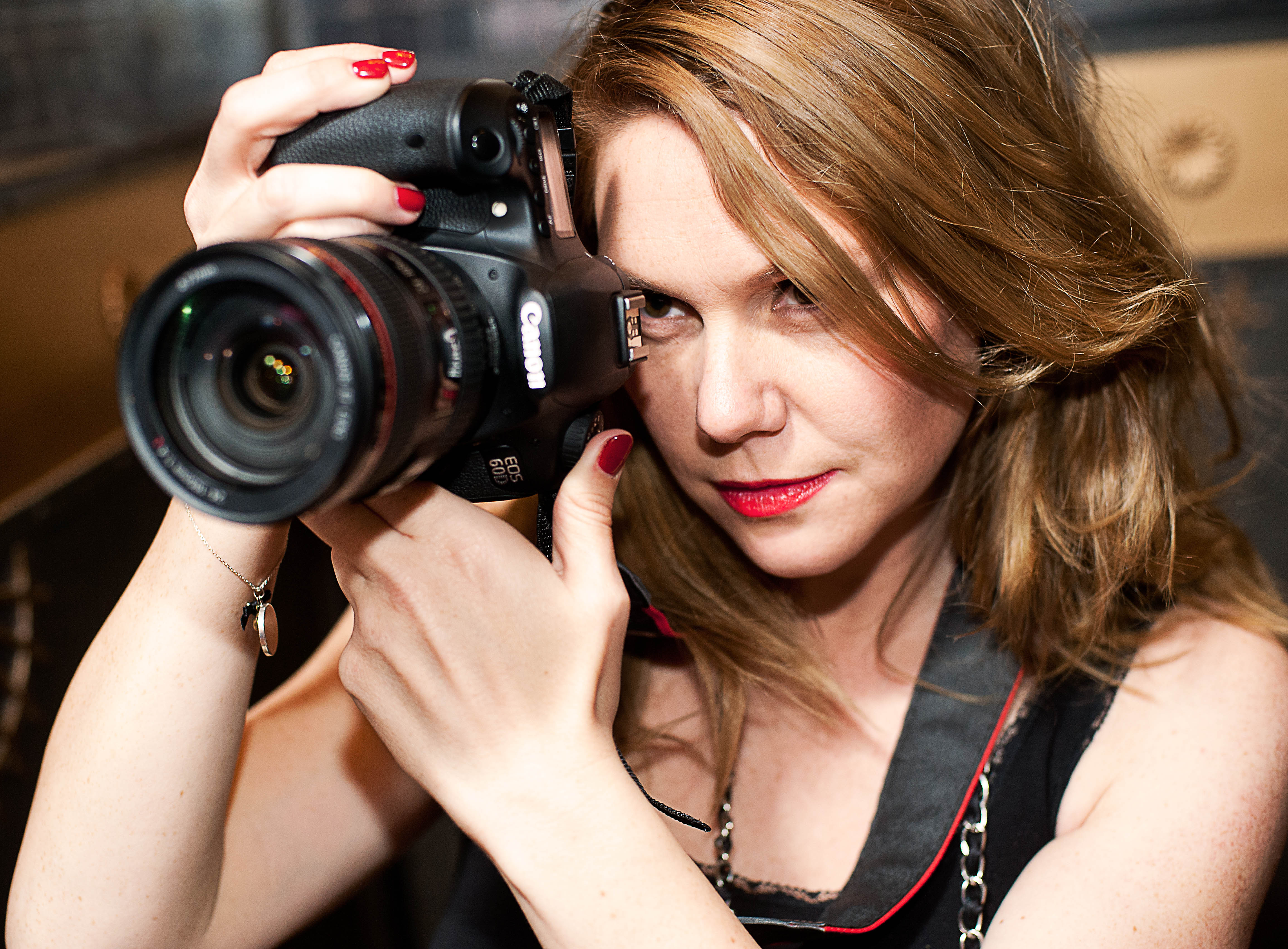
Erika Lust, eine der Pionierinnen feministischer Pornografie, 2012

Feministische Pornografie entwickelte sich aus der Bewegung des sex-positiven Feminismus. Sie will stereotype Muster durchbrechen, die in pornografischen Filmen reproduziert werden.

## Definition
Feministische Pornografie bedient sich expliziter Bilder, um übliche Darstellungen von Gender, Alter, Sexualität, Ethnie, sozialer Klasse, Schönheit sowie weiteren Identitätskomponenten in Frage zu stellen. Sie lotet Konzepte des Handelns, Begehrens und Genießens aus. Feministische Pornografie wendet sich gegen die Grenzen von Heteronormativität, aber auch von Homonormativität und gegen eine Hierarchisierung der Geschlechter. Die sexuell konnotierte Sprache will die feministische Pornografie dabei als erotisches Handeln verstanden wissen, als Ausdruck der Identität.

## Geschichte

### Auseinandersetzungen innerhalb der Frauenbewegung in den USA über Pornografie in den 1970er und 1980er Jahren
In den 1970er und 1980er Jahren kam es zu intensiven und kontroversen Diskussionen zwischen sexpositiven und radikalfeministischen Strömungen des Feminismus, den Feminist Sex Wars. Letztere sahen in Pornografie das Einfallstor für die Erniedrigung von Frauen und Verbrechen gegen ihre sexuelle Selbstbestimmung, wie es in dem von Robin Morgan formulierten Satz Porn is the theory, rape is the practice. (Pornografie ist die Theorie, Vergewaltigung ist die Praxis.) prägnant zum Ausdruck kommt. In den USA schrieb sich die Gruppe Women Against Violence in Pornography and Media auf die Fahnen, sexuelle Freizügigkeit aus den Medien zu verbannen. Damit stand sie in Einklang mit der konservativen Verwaltung unter Ronald Reagan und rechten christlichen Strömungen.
Eine andere Gruppe von Feministinnen, darunter Lisa Duggan, Nan D. Hunter, Kate Ellis und Carol Vance, hielten diese gegen Pornografie gerichtete Einstellung für einen Rückschritt im Kampf von Frauen und sexuellen Minderheit um mehr Teilhabe und äußerten Kritik. Als Beispiel sei die feministische Kulturanthropologin Gayle Rubin genannt, die in ihrem 1984 erschienenen Buch Thinking Sex für einen sexuellen und theoretischen Pluralismus plädierte und die „Grenzen des Feminismus“ für eine politische Theorie der Sexualität erörterte. Weitere Theoretikerinnen und Aktivistinnen (etwa Nadine Strossen und Susie Bright), aber auch Pornodarstellerinnen wie Annie Sprinkle, Veronica Vera, Candida Royalle, Gloria Leonard und Veronica Hart unterstützten die Idee einer positiven Sicht auf Pornografie. Sie gründeten in New York City die Gruppe Club 90. Diese wurde 1984 vom feministischen Kunstkollektiv Carnival Knowledge zu einem Festival mit dem Namen The Second Coming eingeladen, um der Frage nachzugehen, ob es feministische Pornografie gebe. Dies ist einer der ersten dokumentierten Nachweise für das Auftauchen dieser Problematik in der Öffentlichkeit.
Diese Debatten führten letztendlich zur Teilung der feministischen Bewegung in den anti-pornografischen und den sex-positiven, pro-pornografischen Feminismus. Das war ein Mitgrund des Entstehens der dritten Welle der Frauenbewegung, die sich feministischer Pornografie zugehörig fühlt.

### Auswirkungen auf die Filmproduktion

#### Vereinigte Staaten

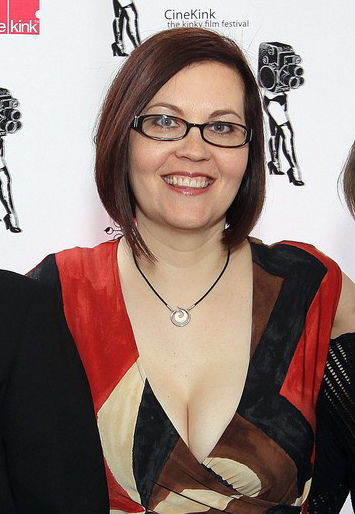
Tristan Taormino, Regisseurin von feministischen Pornofilmen, 2013

Feministische Pornografie hat sich aus den Genres Pornografie für Frauen, Pornografie für Paare, Lesbische Pornografie, Feministische Fotografie, Performance und Avantgardefilm entwickelt und greift Elemente aus diesen Kategorien auf. Candida Royalle, Mitglied des Club 90, gründete 1984 die Produktionsfirma Femme Productions, um Pornofilme aus Frauenperspektive zu schaffen. Ihre Filme waren von hoher Produktionsqualität und setzten den Schwerpunkt auf die Handlung, weibliche Lust und Romantik. In San Francisco riefen Myrna Elana, Deborah Sundahl, Nan Kinney und Susie Bright On Our Backs ins Leben, die erste Pornozeitschrift von und für Lesben. 1985 fiel der Startschuss für Fatale Video, eine Produktionsfirma von Kinney und Sundahl, die Pornofilme mit lesbischer Ausrichtung herstellte und vertrieb. Damit wurde der mit On Our Backs begonnene Weg fortgesetzt. Aber nicht nur auf dem Independent-Filmmarkt machte die neue Strömung sich bemerkbar. Nina Hartley, Darstellerin und Krankenschwester, spielte 1984 bei der Produktionsfirma Adam and Eve ab 1984 die Hauptrolle in einer Serie von Filmen zur Sexualaufklärung und war auch in der Produktion tätig.
In den 1990er Jahren war das Signal aus der Independent-Filmszene in der etablierten Filmindustrie angekommen. Große Filmstudios wie Vivid, VCA Pictures und Wicked Pictures begannen damit, eigene Produktserien mit Pornofilmen für Paare auf den Markt zu bringen, die Royalles Vision aufgriffen und umsetzten. Dies markierte eine Wende in der Pornofilmindustrie: Weibliches Begehren und weibliches Publikum waren nun – wenn auch innerhalb einer Nische – anerkannt.
Sprinkle schuf den ersten Pornofilm mit einem Transmann in der Hauptrolle, und Christopher Lee folgte mit einem Film, dessen gesamter Cast aus Transpersonen bestand.
In den frühen 2000er Jahren traten Filmschaffende ins Licht der Öffentlichkeit, die sich und ihre Arbeit als feministisch bezeichneten, unter anderem Buck Angel, Dana Dane, Shine Louise Houston, Courtney Trouble, Madison Young und Tristan Taormino.

Logo des PorYes-Awards in Form der stilisierten Auster mit Perle

Einen Meilenstein in der Geschichte der feministischen Pornografie stellt die Ausrichtung von Filmfestivals und die Vergabe von Preisen für die Filme dar. In Kanada wird seit 2006 jährlich der Feminist Porn Award verliehen.

#### Europa
Ähnliche Entwicklungen lassen sich auf dem europäischen Markt in den 1980er und 1990er Jahren feststellen. Die deutsche Regisseurin Monika Treut, die Schweizerin Cleo Uebelmann, Krista Bernstein und die Britin Della Grace setzten explizite Darstellungen in Fotografie und Film ein, um weibliche Lust, BDSM, Gender und queeres Begehren zu erforschen. 1998 veröffentlichte die dänische Produktionsfirma Zentropa das Puzzy Power Manifesto, das Royalles Vision aufgriff und als Richtschnur für die Filmproduktion diente: Handlungszentrierung mit der Darstellung von Vorspiel und emotionaler Verbindung der Darstellenden, weiblichem Begehren und weiblicher Lust und einen Blick auf männliche und weibliche Körper jenseits der Genitalien.
In den 2000er Jahren erhielten in Europa ebenso wie in den USA feministische Filmemacherinnen mehr und mehr Aufmerksamkeit für ihre pornografischen und sexuell expliziten Filme. Dazu gehörten Erika Lust in Spanien, Anna Span und Petra Joy in Großbritannien, Émilie Jouvet, Virginie Despentes und die in Taiwan geborene Shu Lea Cheang in Frankreich. Von Mia Engberg stammt eine Zusammenstellung feministischer Pornokurzfilme, deren Produktion vom staatlichen Schwedischen Filminstitut finanziert wurde, was einiges Aufsehen erregte und Kreise bis in die Bundesrepublik zog: Die Berliner Jusos brachten daraufhin im Herbst 2017 zum Landesparteitag einen Antrag ein, der die staatliche Förderung feministischer Pornofilme zum Ziel hatte, um Jugendlichen eine Alternative zu kostenlosen Mainstream-Porno-Portalen im Internet zu bieten. Als Vorbild dafür diente Engbergs Episodenfilm Dirty Diaries (2009). Zusätzlich sollte im Sexualkundeunterricht der Schulen auf das Angebot feministischer Pornos verwiesen werden.
Auch in Europa trugen Filmfestivals für feministische Pornografie und das Ausloben von Filmpreisen für dieses Genre zur Bekanntheit und Akzeptanz bei.
Eine Vorreiterrolle spielte das 2006 zum ersten Mal ausgerichtete PornFilmFestival Berlin, welches Preiskategorien für heterosexuelle, schwule und lesbische und speziell kurze Filme vorsah und Filme vorstellte, bei denen die Grenzen zwischen Kunst und Sex verwischt wurden. Seit 2009 werden alle zwei Jahre beim PorYes Award (Feministischen Pornofilmpreis Europa) in Berlin Filmschaffende ausgezeichnet, die sich für feministische Pornografie und nicht-diskriminierende Darstellungen einsetzen. Er wurde von Laura Méritt ins Leben gerufen.
Auch das Porn Film Festival Vienna stellt ein dezidiert feministisches und genderqueer orientiertes Programm zusammen. Es findet seit 2018 jährlich statt.

#### Japan
Auch auf andere Regionen strahlte die Bewegung aus. Sachi Hamano drehte als erste Regisseurin pinke Filme, japanische Softcorepornos. Sie führte bei über 300 solcher Filme in den 1980er- und 1990er-Jahren Regie und brachte darin weibliche sexuelle Handlungsmacht auf die Leinwand. Damit stellte sie auch die Darstellung von Frauen als Sexobjekte in Frage, die nur männliche Fantasien erfüllen sollten.

## Merkmale

### Merkmale der Filme
Es gibt in der Entwicklung der feministischen Pornografie der letzten Jahrzehnte verschiedene Deutungsversuche und die Bestrebung, Regeln zu definieren. Diese verändern sich allerdings fortwährend, derzeit auch im Hinblick auf Diskussionen, die aus der genderqueeren Theorie einfließen. Es kann aber prinzipiell davon ausgegangen werden, dass feministische Pornofilme versuchen, Vielfalt und Konsens zu unterstreichen und liberale Ansichten zu Gender und Sexualität auszuweiten:
- Im Unterschied zur Mainstream-Pornografie[17] wollen Vertreter feministischer Pornografie das heteronormativ geprägte[18] und betont leistungsorientierte Verständnis von Pornografie verändern.[19][20]
- Die Arbeitsbedingungen der Mitwirkenden sollen im arbeitsrechtlichen Sinne fair sein, und sowohl dem Publikum als auch den Darstellenden soll zu mehr Handlungsfähigkeit verholfen werden.[16] Einverständliches Handeln ist dabei Voraussetzung, Sicherheit und ethische Standards werden ebenfalls zugrunde gelegt. Häufig werden Szenen nicht vorgegeben, sondern in Zusammenarbeit mit den Mitwirkenden entwickelt.[5]
- Bislang unterrepräsentierten Sexualpraktiken und sexuellen Identitäten soll Raum gegeben werden.[14]
- Es wird positiv gesehen, dass Frauen als Regisseurinnen, Drehbuchautorinnen und Kamerafrauen an der Produktion beteiligt sein können, dieser Umstand ist allerdings nicht zwingend.[21]

Feministische Pornografie stellt damit eine ästhetische und ethische Vision des Wandels in den Raum, die allerdings weder homogen noch fest umrissen ist. Jasmin Hagendorfer, künstlerische Leiterin des Porn Film Festival Vienna, beschreibt ihren Ansatz wie folgt:
Feministische Pornoproduktionen zeigen, dass sehr wohl auch die Lust und das sexuelle Empfinden der Frau im Zentrum stehen kann und dass Porno auch frauen-, gender- und letztendlich männerfreundlich sein kann. Außerdem stehen viele feministische Produktionen für faire Arbeitsbedingungen, Mitspracherecht und Konsens, die es bei Mainstream-Produktionen oft nicht gibt. Es ist wichtig zu zeigen, dass Pornos von Frauen für Frauen produziert werden und dass sie auch auf ein breites Publikum treffen.

### Merkmale der Bewegung
Der Grad an Marginalisierung, mit der sich feministische Pornografen konfrontiert sehen, ist sehr hoch. 2013 wurde zwar von den Anhängern als Jahr feministischer Pornografie gefeiert, und 2014 gelang durch die Gründung der Fachzeitschrift Porn Studies die akademische Institutionalisierung der Bewegung. Doch vor allem rechtliche Hürden tragen weiterhin zur Erfahrung von Ausgrenzung bei und behindern die Arbeit. Courtney Trouble machte 2014 hierfür die in den USA geltende  Cambria Liste verantwortlich. Diese vom Anwalt und Pornografieverteidiger Paul Cambria unter der Regierung von George W. Bush 2001 zusammengestellte Überblick über die geltenden Vorschriften sollte ursprünglich als Empfehlung für Produzenten dienen, um diese vor rechtlichen Konsequenzen aufgrund der US-Gesetzgebung zu schützen. Die Liste wurde von einigen Produktionsfirmen streng befolgt und führte dadurch zu inhaltlichen Einschränkungen. Als problematisch galten danach unter anderem Sex zwischen weißen Frauen und schwarzen Männern, Transpersonen oder Männern, weibliche Ejakulation und das Zeigen von Blut, auch Menstruationsblut. Auch Filmemacher in Australien und Großbritannien berichteten von Einschränkungen.
Während aus sozialen Bewegungen üblicherweise allenfalls einige wenige charismatische Persönlichkeiten hervorstechen, stellen sich feministische Pornografen im großen Stil medial selbst dar. Sie bringen damit die von ihnen geforderte „Revolution des Spektums sexueller Ausdrucksweisen“ selbst hervor, „statt die als falsch empfundene gesellschaftliche Realität nur anzuprangern“. Dies hat zur Entstehung einer „eher exklusiven Gruppe“ geführt, die sich von den übrigen Pornografen durch den Zusatz des Feminismus abgrenzt und sich auf der anderen Seite durch das offensiv Pornografische vom Feminismus absetzt.

## Abgrenzungen
Manche Vertreter feministischer Pornografie üben Kritik an der alternativen Pornografie-Bewegung und werfen dieser vor, ähnliche Stereotype zu bedienen wie die Mainstream-Pornografie.

## Kritik

### Hintergründe
Nach Schumacher beruht die Auseinandersetzung der Befürworter und Gegner von Pornografie auf der Wahrnehmung der Welt als sexfeindlich bzw. von Sex überfrachtet. Dabei ist die Bewertung des Pornografischen Vorwand oder Platzhalter für dahinter liegende moralische Maßstäbe. Auf der Seite der Kritiker finden sich dort Muster, die Exzess, Objektivierung und radikale Individualisierung im Dienst der eigenen Lust als obszön brandmarken. Sie können dabei religiösen Vorstellungen von Keuschheit ebenso verhaftet sein wie den Idealen der Aufklärung. Die Gegnerschaft entspringe meist einem sehr geordneten, eindeutigen Weltbild. Dagegen bewegen sich feministische Pornografen in einem Szenario, in dem Widersprüchlichkeiten ausgehalten und im Idealfall produktiv genutzt werden können und müssen.
Eine dieser Widersprüchlichkeiten beschreibt Leonie Zilch mit der „Last des Lustbeweises“: der Anspruch feministischer Pornografie, weibliche Perspektiven und Fantasien zu Sexualität und Lust abzubilden, fordert eine Authentizität der Lust, während in anderen Genres selbstverständlich von einer professionellen Performanz ausgegangen werden kann. Die Last dieses Authentizitätsbeweises tragen die Darstellerinnen, das Antreten des Beweises der eigenen Lust führt zur Entwertung der geleisteten Arbeit.

### Vereinigte Staaten
Kritik an feministischer Pornografie wird, so Christopher Boulton 2015 über die USA, von Religion, Regierungspolitik und Feminismus geübt. Dabei gleichen sich die Positionen, die Mittel und Ziele sind jedoch unterschiedlich. Insbesondere die Organisation Stop Porn Culture (SPC) sei eine populäre Kritikerin. SPC ist vor allem in den USA, Norwegen und Großbritannien aktiv, ihre Galionsfigur ist  Gail Dines. Diese kämpft gegen die in jedem Fall negativ einzuschätzende und frauenfeindliche Pornografisierung der westlichen Gesellschaft, der auch Kinderschutz und öffentliche Gesundheit entgegenstünden. Die verwendeten Mittel ähnelnd stark denen der Pornografiegegner der 1970er und 1980er Jahre.

### Deutschsprachiger Raum
Im deutschsprachigen Raum gibt es kaum größere Anti-Pornografie-Kampagnen, wenn man von im Nachklang zur PorNO-Kampagne von Alice Schwarzer in Emma Veröffentlichtem absieht. Die Debatte ist im Vergleich zur englischsprachigen moderat und leise. Die PorNo-Kampagnen werden, so etwa von PorYes-Begründerin Laura Méritt, als historisches Erbe bejaht, da sie sich gegen sexistische Darstellungen von Frauen richteten, die von den PorYes-Anhängern ebenfalls abgelehnt werden. Die PorYes-Kampagnen werden aber, im Sinne der inhaltlichen Verschiebung der zweiten feministischen zur dritten feministischen Welle positiv gesehen.

## Ökonomische Einbettung in den Medienmarkt
Feministische Pornografie ist aber nicht nur eine soziale Bewegung, sondern verfolgt auch kommerzielle Interessen und ist damit Teil des Marktes. Manche der Filme werden zwar als Independent-Filme produziert, häufig von unterrepräsentierten Gruppen wie Transgender, Lesben oder People of color. Aber auch große Filmgesellschaften wie Vivid Entertainment, Adam and Eve und Evil Angel Productions sind an der Finanzierung und dem Verleih feministischer Pornografie beteiligt. Der Umgang von Feministinnen bei der Zusammenarbeit mit diesen Gesellschaften variiert: Während manche von ihnen Struktur und Ästhetik klassischer Pornofilme ablehnen und wenig kompromissbereit sind, versuchen andere, ihre Anliegen in die vorhandenen Gegebenheiten einzubringen und diese so zu verändern. So äußerte Courtney Trouble, sie sei bereit, nahezu jede Figur in ihren Filmen darzustellen, wenn die Nachfrage gegeben sei. Nur auf diese Weise könne sie genug Kapital für die Projekte erwirtschaften, in denen sie ihre eigenen, vom Mainstream abweichenden Ideen dem Publikum vermitteln könne. So würde sie etwa die Darstellung einer Big Beautiful Woman übernehmen, obwohl sie diese Bezeichnung für sich selbst ablehnt. Die kapitalistische Wertschöpfung ist Mittel zum Zweck.